# Hiroyuki Utatane
Hiroyuki Utatane (うたたねひろゆき, Utatane Hiroyuki) est un dessinateur de manga japonais, né le 15 juin 1966 à Nagaoka dans la préfecture de Niigata, au Japon.
Il est surtout connu pour ses mangas pour adulte, notamment Countdown. Il a également publié des mangas de science fiction comme Seraphic Feather et Heaven's Prison.

## Biographie
Il est né le 15 juin 1966 à Nagaoka dans la préfecture de Niigata, au Japon.
Il commence par dessiner des Doujishi[Quand ?].

### Vie privée
Il est marié avec la mangaka Ryō Ramiya (蘭宮涼).

## Style
Son style graphique rappelle les estampes ukiyo-e et l'auteur s'applique dans la représentation de modes vestimentaire classique comme le mariage dans Countdown (カウントダウン) ou futuriste dans Seraphic Feather (セラフィック・フェザー).

## Analyse
L'auteur est reconnu pour la qualité de ses nus ainsi qu'une maitrise de la mise en scène érotique féminine. Il décrit avec minutie les détails et les changements physiques lors de l'acte érotique et l'exprime avec détails pour chacune des phases du plaisir.

## Œuvre

### Collectif
- 1989 : Comic Gunbuster (コミックガンバスター, Komikku ganbasutā?) ; 2 volumes publiés chez Bandai Publishing[BU 1].

### Manga
- - Yamigatari kikoku no shou[réf. nécessaire] (édition spéciale de Weekly shonen Sunday)
  - Fac-tor[réf. nécessaire]
  - Kedamono Land[réf. nécessaire]
- 1992 : Countdown (カウントダウン?) ; 1 volume publié chez Fujimi Shuppan[BU 2]. Publié en France chez Albin Michel[3] et dans la collection « BD Erogène »[4].
- 1993 : Temptation - Erotic Eccentric (誘惑 エロティック・エキセントリック, Yūwaku erotikku ekisentorikku?) ; 1 volume publié chez Tatsumi Shuppan[BU 3]. Publié en France chez SEEBD, dans la collection « BD Erogène »[5].
- 1994 : Seraphic Feather (セラフィック・フェザー, Serafikku fezā?), pré publié dans le magazine Afternoon[6] ; 11 volumes publiés chez Kodansha[BU 4] et les 9 premiers, en français chez Pika[7].
- 1995 : Lythtis (リスティス, Risutisu?) ; 2 volumes publiés chez Media Works ; 11 volumes publiés chez Kodansha[BU 5]. 2 volumes publiés chez Pika[8].
- 2004 : Heaven's Prison (天獄, Tengoku?), pré publié dans le magazine Ultra Jump ; 12 volumes publiés chez Shueisha[BU 6].
- 2019 : Bullet x Fang (バレット×ファング, Baretto x Fangu?)

### Dōjinshi
- Queen's Blade DJ - Snake Woman Show[BU 7].
- 2007 : Candy Boy dj - Sakumashiki Drops Girl (サクマ式ド○ップス☆GIRL?)[BU 8].
- 2012 : Another dj - To You Who's There No More[BU 9].

### Film
- 1995 : Cool Devices (auteur, réalisateur)

## Récompenses
- 1986 : Il remporte le prix Shōgakukan[pourquoi ?] sous le pseudonyme de "Hozumi WATANUKI"[9][source insuffisante].

## Sources
- (en) Cet article est partiellement ou en totalité issu de l’article de Wikipédia en anglais intitulé « Hiroyuki Utatane » (voir la liste des auteurs).